# Morte Arthure aliterativo
El Morte Arthure aliterativo es un poema de 4346 líneas en verso aliterativo, escrito en inglés medio, que revisita la última parte de la leyenda del Rey Arturo. Data aproximadamente del año 1400. Se preserva una única copia del mismo en el Manuscrito Lincoln Thornton, de comienzos del siglo XV.

## Historia
El autor del poema es desconocido. En su historia de Escocia, Andrew de Wyntoun menciona un poeta llamado Huchoun ("pequeño Hugh"), de quien dice que escribió una "gret Gest de Arthure, / Y þe Awntyr de Gawane, / Þe Pistilo als de Suet Susane" [una gran historia de Arturo, / y la Aventura de Gawain, / también la Epístola de la Dulce Susana]. Se ha afirmado que esta "Gest de Arthure" es una referencia a lo que hoy se conoce como el Morte Arthure aliterativo, pero varios hechos contradicen la hipótesis de la autoría de Huchoun: que el Morte Arthure parece haber sido escrito en el dialecto de las Tierras Medias Orientales; que Huchoun puede haber sido escocés; y que el dialecto de la versión preservada de la Epístola de la Dulce Susana parece ser el de Yorkshire del Norte.
La única fuente manuscrita del Morte Arthure es el manuscrito escrito en algún momento de mediados del siglo XV por Robert Thornton, quien copió un texto más antiguo, ahora perdido, presumiblemente derivado del suroeste de Lincolnshire.

## Contenido
El argumento del Morte Arthure es una adaptación de los libros IX y X de la Historia de los Reyes de Gran Bretaña de Geoffrey de Monmouth. Contiene numerosos episodios que no se encuentran en la obra de Geoffrey, como la Mesa Redonda, y sugiere que el poeta utilizó otras obras, como el Roman de Brut de Wace o el Brut de Layamon, que fueron los primeros textos en mencionar la Mesa Redonda. Algunas partes no tienen una fuente clara y pueden ser originales del poeta.
Comparado con muchas de las otras representaciones de la historia de Arturo, el Morte Arthure aliterado es una versión relativamente realista de los hechos. Hay pocos de los elementos fantásticos que a menudo rodean la leyenda, y la historia se centra más en la destreza de Arturo como rey guerrero. El énfasis en el deber caballeresco que se observa en Sir Gawain y el Caballero Verde (que data de la misma época) es en el Morte Arthure de una naturaleza más práctica y tiene más que ver con la lealtad personal. El Morte Arthure es menos claramente parte del género del romance de caballerías que Sir Gawain y otros poemas artúricos, y se asemeja más una crónica. Contiene poco de la magia y el simbolismo de estas otras obras y no menciona a Merlín, aunque sí utiliza el dispositivo literario de la visión onírica que era común en los romances y en Chaucer. (En este caso, sin embargo, la visión de un dragón —que representa a Arturo— luchando contra un monstruo deriva claramente del sueño de Mordecai en una de las versiones griegas más largas del Libro de Esther.) Arturo es un gobernante más político y también más falible, la historia no transcurre en un reino pequeño sino que se sitúa dentro de un contexto europeo amplio, y este Arturo es más claramente cristiano que en otras versiones. Arturo también posee dos espadas legendarias, siendo la primera Excalibur (mencionada como Caliburn), y la segunda Clarent, una espada formal que es robada por Mordred y de la cual Arturo recibe la estocada fatal cerca del Tamar.
Un ejemplo del estilo diferente de la versión aliterativa es el tratamiento de Mordred. Éste no es simplemente el villano, como en otros poemas, sino un personaje complejo con una personalidad variable. Una señal distintiva de la moral cristiana que prevalece en el poema es que incluso Mordred grita y se muestra penitente alrededor de la línea 3886. El Morte Arthure aliterativo “se interesa más por los destinos de hombres que el de los ejércitos”, e incluso el propio Arturo muta “de un rey prudente y virtuoso en un tirano temerario y cruel”. El punto de la vista de la obra es más crítico de la guerra en general que la mayoría de las leyendas artúricas, y muestra reacciones diversas frente a los "genocidios" que rodean la historia.
En vez de rimar las sílabas finales de diferentes líneas, el poema utiliza aliteración en las sílabas acentuadas de las palabras dentro de cada línea. El estilo abunda en frases coordinadas cortas y sencillas, similares a las que caracterizan la Ilíada o Beowulf.
La mayor parte de Le Morte d'Arthur de Thomas Malory es más cercana al estilo de Gawain y de las versiones francesas de la leyenda, pero la segunda parte (que narra la guerra de Arturo contra los romanos) es principalmente una traducción del Morte Arthure aliterativo. Malory altera el final trágico del Morte Arthure a uno triunfante.